# Ruisseau d'Assou
Pour les articles homonymes, voir Assou.
Le Ruisseau d'Assou est une rivière du sud de la France sous-affluent du Tarn et de la Garonne.

## Géographie
De 15,4 km de longueur, il prend sa source sur la commune de Missècle dans le Tarn et se jette dans l'Agout en rive droite sur la commune de Labastide-Saint-Georges

## Départements et villes traversées
- Tarn : Missècle, Fiac, Graulhet Cabanès, Briatexte, Saint-Gauzens, Labastide-Saint-Georges.

## Principaux affluents
- Ruisseau d'Empouillé, 1,4 km
- Ruisseau de Riombert, 1,2 km
- Ruisseau du Gouty, 1,8 km
- Ruisseau de Garibal, 1,9 km
- Ruisseau de Goxe, 1,6 km
- Ruisseau d'en Gèlis, 1,4 km
- Ruisseau de Brandes, 4,9 km